# Hamulus lacrymal
L'hamulus lacrymal est un petit processus osseux en forme de crochet de l'os lacrymal dans le prolongement de la crête lacrymale postérieure.
Il s'articule avec l'os maxillaire et forme avec l'incisure lacrymale l'orifice supérieur du canal naso-lacrymal.

## Rapports
L'hamulus lacrymal est situé  généralement à environ 9 mm du foramen orbitaire, à environ 20 mm de la fissure orbitaire inférieure et à environ 31 mm du début de la crête lacrymale postérieure.

## Embryologie
L'hamulus lacrymal se développe à partir de son propre site d'ossification primaire. Pour cette raison, il existe parfois en tant que pièce séparée, et est alors appelé le petit os lacrymal.